# Litadea
Litadea is een geslacht van wantsen uit de familie van de Tingidae (Netwantsen). Het geslacht werd voor het eerst wetenschappelijk beschreven door China in 1924.

## Soorten
Het genus is monotypisch en bevat alleen de volgende soort:

- Litadea delicatula China, 1924